# Resolució 1972 del Consell de Seguretat de les Nacions Unides
La Resolució 1972 del Consell de Seguretat de les Nacions Unides fou adoptada per unanimitat el 17 de març de 2011. Després de recordar les resolucions anteriors sobre la situació a Somàlia, en particular les resolucions 733 (1992), 1844 (2008) i 1916 (2010), el Consell va autoritzar un cessament en la congelació dels seus actius en relació amb les operacions humanitàries al país durant 16 mesos.

## Resolució

### Observacions
El preàmbul de la resolució va condemnar el flux d'armes i altra assistència a Somàlia violant l'embargament d'armes i va instar els estats de la regió a respectar l'embargament. El Consell va subratllar la importància de la neutralitat en la prestació de l'ajuda humanitària.

### Actes
Actuant sota el Capítol VII de la Carta de les Nacions Unides, el Consell va instar els estats a complir amb les resolucions anteriors del Consell de Seguretat sobre Somàlia. Es va instar a totes les parts a assegurar el compliment del dret internacional humanitari al país, mentre que tots els intents de polititzar les operacions d'ajuda humanitària van ser condemnats.
La resolució va eximir la tasca dels organismes humanitaris que operen a Somàlia de les disposicions de la Resolució 1844 que obligaven els països a imposar sancions financeres a grups i particulars que obstaculitzessin els esforços per restablir la pau i l'estabilitat del país durant un període de setze mesos.
Finalment, es va demanar al Coordinador de Socors d'Emergència que informés per a novembre de 2011 i juliol de 2012 sobre l'aplicació de la resolució actual.